# ساعت ۱۲ (فیلم)
«ساعت ۱۲» (انگلیسی: 12 O'Clock) یک فیلم به کارگردانی پرامود چاکراوورتی و بازی گورو دات و وحیده رحمان، محصول سال ۱۹۵۸ است.